# Enrica Pérez
Enrica Pérez (Lima, 1976) es una directora de cine y guionista peruana.

## Educación
Cuando su profesor de teatro le dijo que nunca sería actriz porque siempre estaba dirigiendo a los demás, lejos de deprimirse, Enrica buscó explorar en el mundo de la dirección de cine, llegando a encontrar su verdadero camino.
Tras estudiar Ciencias de la Comunicación en la Universidad de Lima, viajó a los EE.UU para estudiar una Maestría en Cine en la Universidad de Columbia en Nueva York, como parte de un programa de intercambio ingresó a la escuela francesa de cine La femis.

## Trayectoria
Enrica Pérez escribió su primer cortometraje en el 2003, llamado Tiempo espiral. Su segundo cortometraje fue Taxista, dirigido por ella en el 2007, el cual se convirtió en uno de los cortos peruanos más premiados y reconocidos de los últimos años.
En el 2008, durante su estancia en la escuela La femis, filmó su último cortometraje De Mon Cote, producido y coescrito con cineastas franceses.
En 2009, fundó Sexto Sentido Producciones, empresa con la que desarrolló, produjo y distribuyó su ópera prima, Climas, que tuvo su estreno mundial en el Festival Internacional de Varsovia y se exhibió comercialmente en Perú en 2015. Climas, fue beneficiario de los incentivos de Ibermedia, Ministerio de Cultura del Perú, entre otros.
Actualmente, Enrica Pérez se encuentra desarrollando su segundo largometraje, Sobre el acantilado, con el apoyo de los Estímulos Económicos de Desarrollo de Largometraje (2018) del Ministerio de Cultura del Perú y ha sido premiado como mejor proyecto del Festival Biarritz Amérique Latine (2021).

## Filmografía

### Cortometrajes
- 2003 - Tiempo espiral
- 2007 - Taxista

### Largometrajes
- 2014 - Climas [8]
- (En proyecto) - Sobre el acantilado [9]

## Reconocimientos
- 2008 - Adrienne Shelly Foundation - Mejor dirección femenina (Taxista)[10]
- 2008 - Someone to Watch Award - Cine Women[11]
- 2014 - Festival de Cine de Lima - Premio EPIC (Climas)[12]
- 2015 - Festival Ventana Andina - Mejor largometraje de ficción (Climas)[13]
- 2015 - Festival Cine de las Américas - Mejor película de ficción (Climas)[14]
- 2016 - World Festival of Emerging Cinema - Mejor largometraje de ficción (Climas)
- 2016 - Festival Al Este de la Plata - Mejor película latinoamericana (Climas)
- 2016 - Festival Bio Bio Cine - Mejor película (Climas)[15]
- 2021 - Festival Biarritz Amérique Latine - Beca de desarrollo (Sobre el acantilado)[16]